# Pink Skies Ahead
Pink Skies Ahead is een Amerikaanse tragikomediefilm uit 2020, geschreven en geregisseerd door Kelly Oxford in haar regiedebuut.

## Verhaal
In 1998 in Los Angeles. De 20-jarige Winona is niet voor het eerst gezakt voor haar rijexamen. De jonge vrouw vraagt zich af waarom het haar niet lukt, zelfs niet de dingen die anderen als vanzelfsprekend beschouwen. Nadat Winona was gestopt met studeren omdat ze het tijdverspilling vond, is ze weer bij haar ouders gaan wonen. Zelfs als ze geen rijbewijs heeft, betaalt haar vader Robert haar om hem naar zijn werk te brengen en klusjes op zijn kantoor te doen, maar dit alles is slechts een noodmaatregel. Winona's beste vriendin is Stephanie, die de ene na de andere winkeldiefstal pleegt vanwege haar kleptomanie.
Elke keer als ze naar de supermarkt gaan, is het de taak van Winona om de medewerker af te leiden terwijl Stephanie haar tassen vult met snoep. Beiden brengen de avonden meestal door in een pub. Als Winona een knobbeltje in haar oksel voelt, gaat ze naar Dr. Cotton, haar voormalige kinderarts, die ze nog regelmatig bezoekt. Nadat hij haar ervan heeft overtuigd dat alles lichamelijk in orde met haar is, verwijst hij haar door naar de psychiater Dr. Monroe. Omdat Winona al jaren zijn patiënt is, moet Dr. Cotton haar herhaaldelijk geruststellen vanwege haar zelf gediagnosticeerde psychosomatische klachten en vermoeden dat ze een angststoornis heeft.
Omdat ze nog geen paniekaanval heeft gehad, staat ze sceptisch tegenover de beoordeling van haar arts en leeft daarom haar wilde leven zoals gewoonlijk. Al snel loopt Winona's leven echter volledig uit de hand. Eerst denkt ze dat haar vader haar moeder Pamela bedriegt, dan komt ze erachter dat haar ouders van plan zijn hun huis te verkopen zodat ze zonder haar naar een kleiner huis kunnen verhuizen.

## Rolverdeling
| Acteur            | Personage  |
| ----------------- | ---------- |
| Jessica Barden    | Winona     |
| Rosa Salazar      | Addie      |
| Odeya Rush        | Stephanie  |
| Alexandra Paul    | Claire     |
| Marcia Gay Harden | Pamela     |
| Henry Winkler     | Dr. Cotton |
| Michael McKean    | Richard    |
| Melora Walters    | Hayley     |
| Devon Bostick     | Greg       |
| Lewis Pullman     | Ben        |
| Mary J. Blige     | Dr. Monroe |

## Productie
Kelly Oxford regisseerde en schreef het scenario. De Canadese schrijfster en blogger maakt haar filmdebuut met Pink Skies Ahead. De Britse actrice Jessica Barden kreeg de hoofdrol van Winona in maart 2019. In juni 2019 voegden Marcia Gay Harden, Henry Winkler, Rosa Salazar, Lewis Pullman, Mary J. Blige en Michael McKean zich bij de cast van de film. De belangrijkste opnames begonnen in juni 2019 in Los Angeles.
De filmmuziek is gecomponeerd door Adrian Galvin en Ariel Loh. Het soundtrackalbum met 21 nummers werd in oktober 2021 uitgebracht om te downloaden van Filmtrax / Atlantic Screen Music.

## Release
De première van de film was gepland voor maart 2020 op het festival South by Southwest, maar werd geannuleerd vanwege de coronapandemie. Een eerste presentatie vond uiteindelijk plaats op 18 oktober 2020 op het virtuele AFI festival. Daarvoor verwierf MTV Films de distributierechten voor de film. Die de film in de Verenigde Staten uitgebracht op 8 mei 2021.

## Ontvangst
Op Rotten Tomatoes heeft Pink Skies Ahead een waarde van 82% en een gemiddelde score van 7,00/10, gebaseerd op 11 recensies.